# 소오 (관등)
소오(小烏)는 신라의 17관등(官等) 중 제16등으로 조위(造位)의 위이며 대오(大烏)의 아래이다. 소오지(小烏知)라고도 한다.

## 개요
서라벌(徐羅伐)에 거주하는 중앙 귀족에게 수여한 경위(京位) 17관등(十七官等) 중의 제16등이다. 4두품(四頭品) 이상이면 받을 수 있는 관등으로, 공복(公服)의 빛깔은 황색이었다.

## 같이 보기
- 신라
- 신라의 관직
- 골품제